# Liubov Burdá
Lyubov Burda (Vorónezh, Rusia, 11 de abril de 1953) es una gimnasta artística rusa que, compitiendo con la Unión Soviética, consiguió ser campeona olímpica en 1968 y en 1972 en el concurso por equipos.

## Carrera deportiva
En los JJ. OO. de México 1968 consigue el oro por equipos, por delante de Checoslovaquia y Alemania del Este.
En el Mundial de Liubliana 1970 gana el oro en el concurso por equipos, por delante de Alemania del Este y Checoslovaquia, siendo sus compañeras: Tamara Lazakovich, Olga Karasyova, Larisa Petrik, Ludmilla Tourischeva y Zinaida Voronina; asimismo consiguió la medalla de bronce en salto.
En los JJ. OO. de Múnich 1972 ganó el oro en el concurso por equipos, por delante de Alemania del Este y Hungría, siendo sus compañeras de equipo: Tamara Lazakovich, Antonina Koshel, Olga Korbut, Elvira Saadi y Ludmilla Tourischeva. También ganó la plata en barra de equilibrio, bronce en la general individual y también bronce en suelo.